# Битка за Басра
Битката за Басра е сред първите битки по време на войната в Ирак през 2003 г., заедно с битката за Ум Касър.
Британската 7-а бронетанкова бригада навлиза в Ирак и напада иракските войски, позиционирани около Басра и вътре в самия град. Подпомаганите от парашутни части бронетанкови войски водят тежки сражения с редовни иракски войски и федаини. Това е и най-голямото танково сражение на британската армия след Втората световна война, като Кралските шотландски драгуни унищожават 14 иракски танка.